# Atanus xanthopus
Atanus xanthopus är en insektsart som beskrevs av Rauno E. Linnavuori 1959. Atanus xanthopus ingår i släktet Atanus och familjen dvärgstritar. Inga underarter finns listade i Catalogue of Life.